# José Ramírez Mateos
José Aurelio Ramírez Mateos (*1852-11 de abril de 1904), más conocido como José Ramírez, fue un médico, sanitarista, naturalista, zoólogo, fitopatólogo y botánico mexicano, cofundador del Instituto Médico Nacional (al lado de Fernando Altamirano), director de su Sección 1a., de historia natural. Fue hijo de Ignacio Ramírez "El Nigromante", un destacado escritor, poeta, abogado y político masón mexicano, miembro del gabinete de Benito Juárez García, y de Soledad Mateos Lozada. Falleció de cáncer de vejiga.[cita requerida]

## Algunas publicaciones
- Rodríguez Rivera, n.; j. Ramírez. Noticias climatológicas

### Libros
- josé Ramírez, johannes paul Felix, hans Lenk. 1899. La vegetación de Mėxico: recopilación y análisis de las principales clasificaciones propuestas. Ed. Of. Tip. de la Secr. de Fomento. 271 pp.
- Sinonimia vulgar y científica de las plantas mexicanas, en colaboración con Gabriel Alcocer.[2]

## Honores
- Miembro de la Academia Nacional de Medicina
- Miembro de la Sociedad de Historia Natural

### Epónimos
El botánico Joseph Nelson Rose lo honró en un género de la familia de las fabáceas: Ramirezella Rose 1903
- La abreviatura «Ramírez» se emplea para indicar a José Ramírez Mateos como autoridad en la descripción y clasificación científica de los vegetales.[4]